# Strada europea E39
La E39 è una strada europea classificata come intermedia nord-sud di classe A. Lunga 1330 km, si snoda tra Danimarca e Norvegia. La strada parte da Klett, nei pressi di Trondheim e arriva ad Aalborg, sul territorio danese, passando da importanti centri norvegesi come Molde, Ålesund, Bergen, Stavanger e Kristiansand.
Il tratto da Trondheim a Stavanger è stato denominato E39 solo nel 2000 (in precedenza era chiamato riksvei 1, strada statale 1). Il percorso tra Stavanger e Kristiansand era invece incorporato nel tracciato delle strada europea E18.
La strada si interconnette con la E6 e la E14 nei pressi di Trondheim, con la E136 ad Ålesund, con la E16 a Bergen, con la E134 ad Haugesund, con la E18 a Kristiansand e con la E45 ad Aalborg.

## I traghetti della E39
L'arteria percorre la frastagliata costa occidentale norvegese, caratterizzata dalla presenza di numerosi fiordi e, di conseguenza, richiede ben nove passaggi in traghetto per essere percorsa (si tratta della strada europea con il maggior numero di passaggi-traghetto). I diversi servizi di traghetto lungo il tracciato, operati principalmente dalla società Fjord1 (tranne per il traghetto Volda-Folkestad, di cui si occupa la Tide Sjø) sono considerati parte integrante della strada stessa. Presentano infatti prezzi standard e orari fissi per passeggeri e veicoli.
Il trasporto di automezzi tra Norvegia e Danimarca (Kristiansand - Hirtshals) è operato invece dalla Color Line, con un tempo di viaggio di circa 3 ore. Tale traghetto collega al resto della rete continentale europea anche i veicoli provenienti dalla E18 (l'autostrada da Oslo a Kristiansand).

## Parte norvegese

Tracciato della E39 sul territorio norvegese

Il tratto norvegese della E39 presenta caratteristiche autostradali solo in alcuni tratti adiacenti ai centri urbani di Stavanger, Trondheim e Bergen. Per il resto, la strada è a due corsie ed è caratterizzata da diversi tratti parecchio tortuosi e stretti, che possono rendere ostici gli incroci tra mezzi pesanti. L'ente norvegese per la gestione delle strade sta portando avanti un'operazione di ammodernamento di parte della E39, anche se non è previsto l'adeguamento dell'intero tracciato a standard di tipo autostradale.

### Contea Trøndelag
Trondheim
- - Riksvei 707 - Bivio di Klett
- Udduvoll bru

Melhus
- Øysand-Thamshavn/Orkanger
- Pedaggio Øysand

Skaun
Orkdal
Hemne
15 km di strada in costruzione tra Staurset e Renndalen (Halsa); termine lavori previsto per l'ottobre 2010.

### Contea Møre og Romsdal
Halsa
Tingvoll
Gjemnes

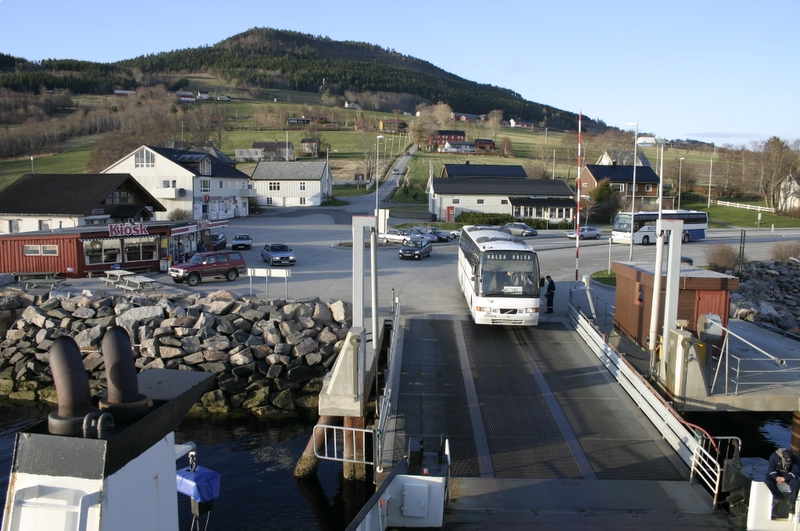
L'imbarcadero di Halsa

- Ponte di Gjemnessund (1257m)
- Riksvei 70 verso Kristiansund

Molde
- Aeroporto di Molde
- Riksvei 64 verso Eide o Åndalsnes
- traghetto da Molde a Vestnes (35 minuti)

Vestnes
- bivio con la E136, che condivide il tracciato con la E39 fino a Spjelkavika

Ørskog
- Riksvei 650 verso Stordal

Ålesund
- bivio con la E136, che da Spjelkavika prosegue fino al centro di Ålesund
- Ponte di Vegsund

Sula
- traghetto da Solavågen a Festøya (20 minuti)

Ørsta
- Riksvei 655

Volda
- Riksvei 653  galleria di Eiksund

Strada in costruzione tra Volda, Austefjord e Grodås (sarà denominata Kvivsvegen). Il nuovo tracciato permetterà di evitare il traghetto tra Volda e Folkestad e seguirà la Riksvei 651 fino a Fyrde, da cui partirà una nuova strada per Grodås. Da Grodås la nuova E39 seguirà il tracciato attuale della Riksvei 60 e della Riksvei 15, per ricongiungersi con la E39 a Eid. Il tracciato prevede 4 tunnel (da 6490 m, 1600 m, 170 m e 1125 m) ed un ponte (145m). (completamento previsto nel 2012). 
- traghetto tra Volda e Folkestad (12 minuti)

### Contea Vestland
Eid

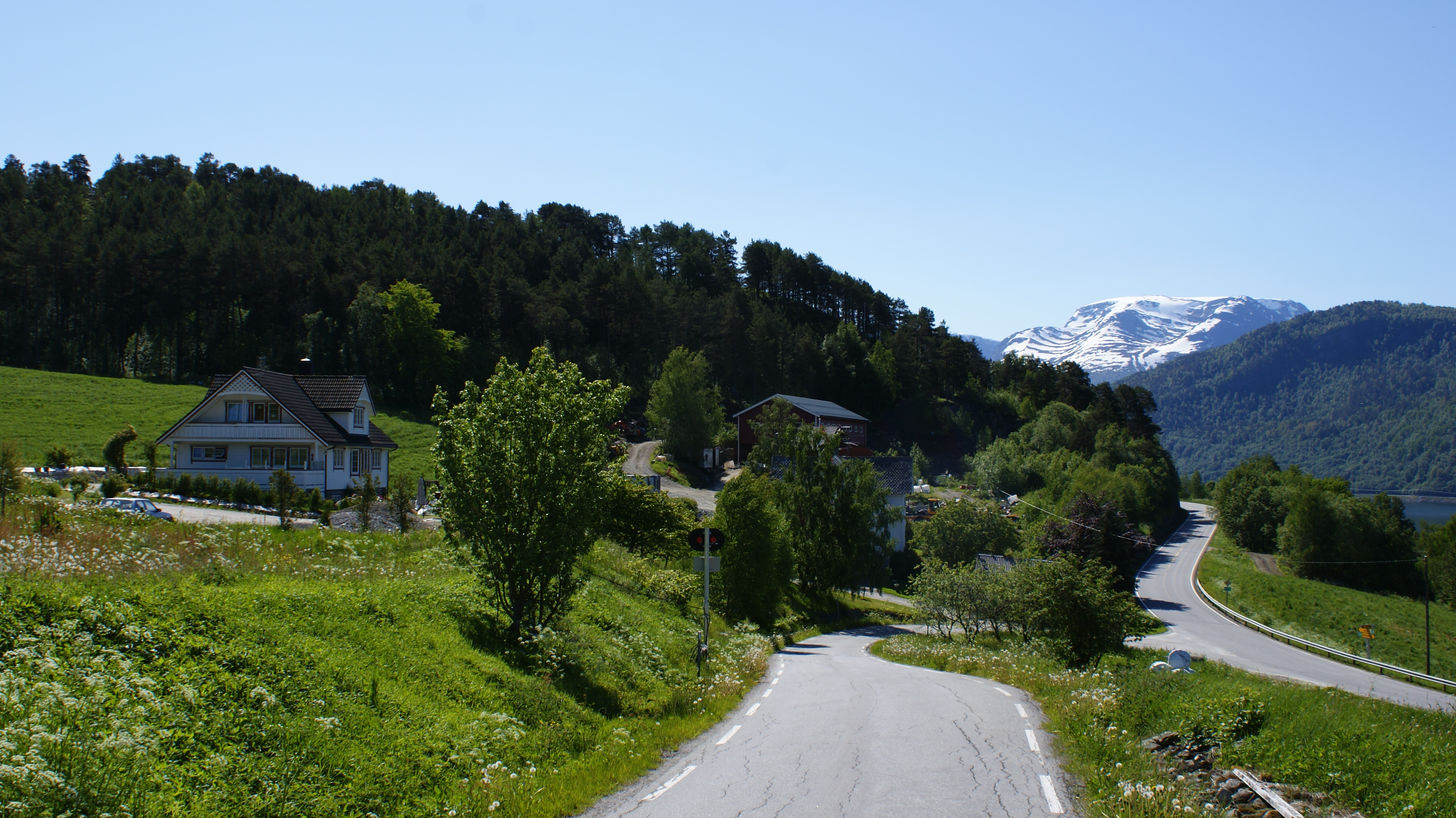
La E39 ad Anda, vicino all'aeroporto Sandane

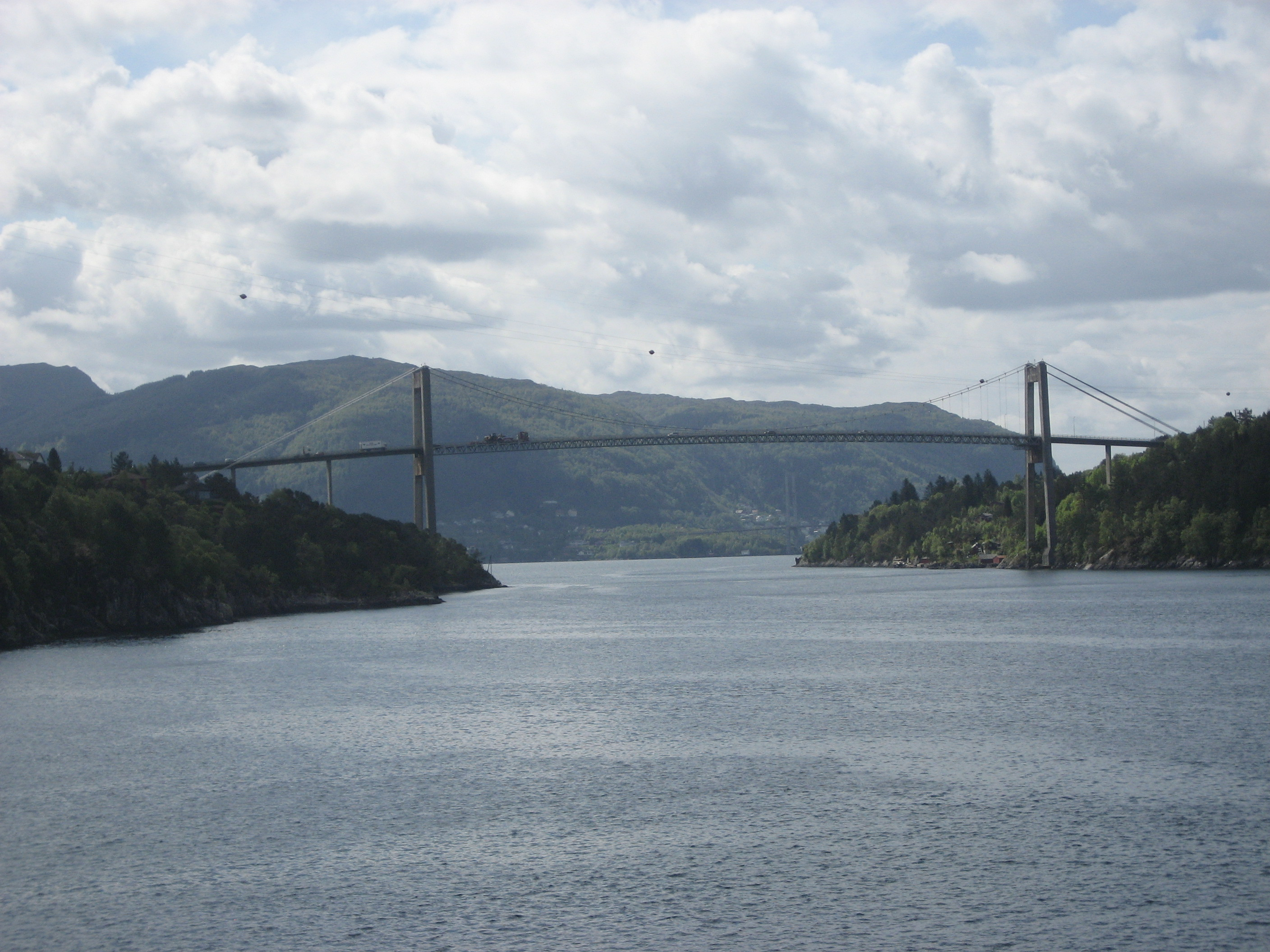
Il ponte di Hagelsund

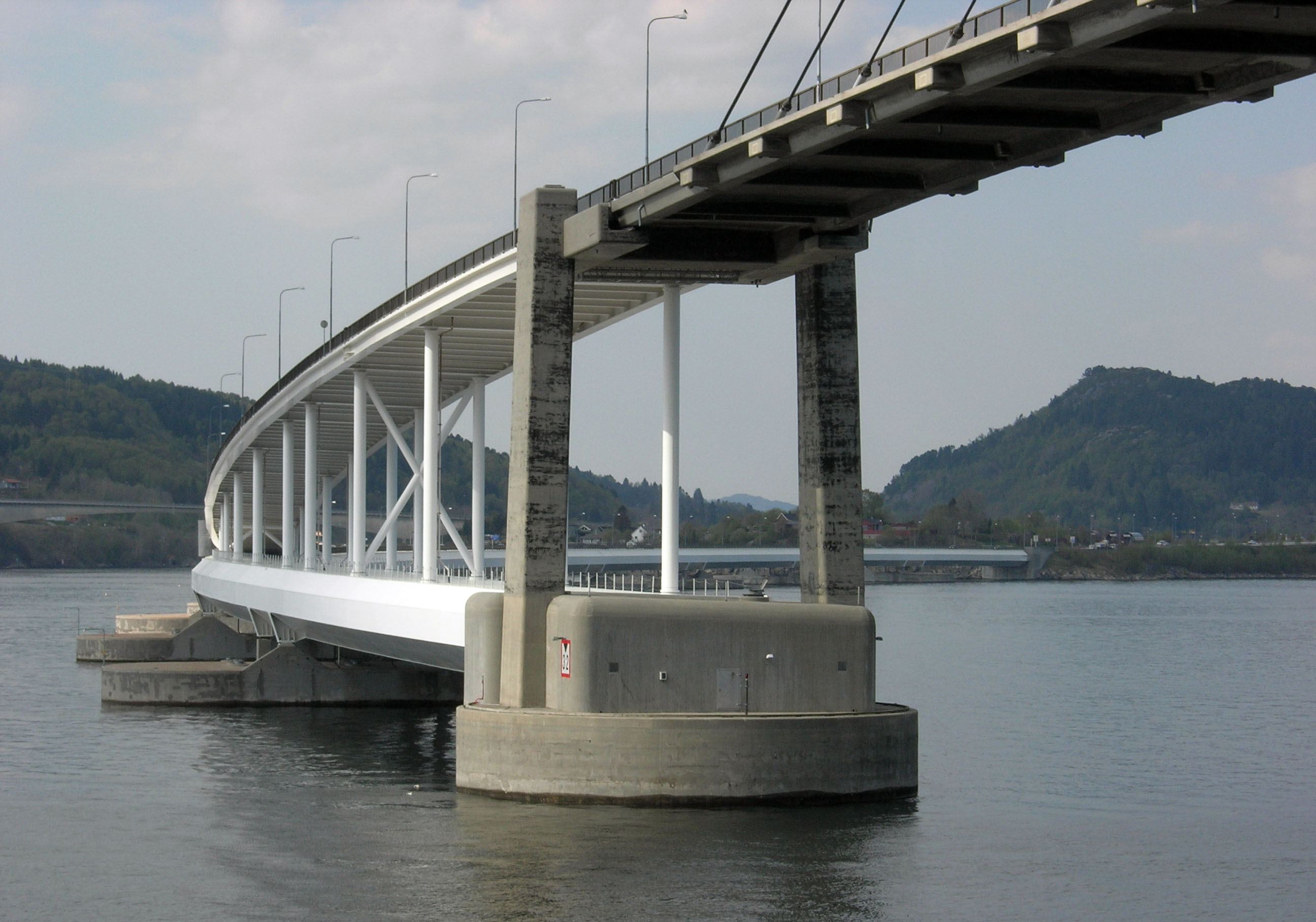
Il Nordhordlandsbrua presso Bergen

- Riksvei 15 condivide il tracciato fino a Nordfjordeid

Gloppen
- traghetto da Lote ad Anda (10 minuti)

- Riksvei 60

Jølster

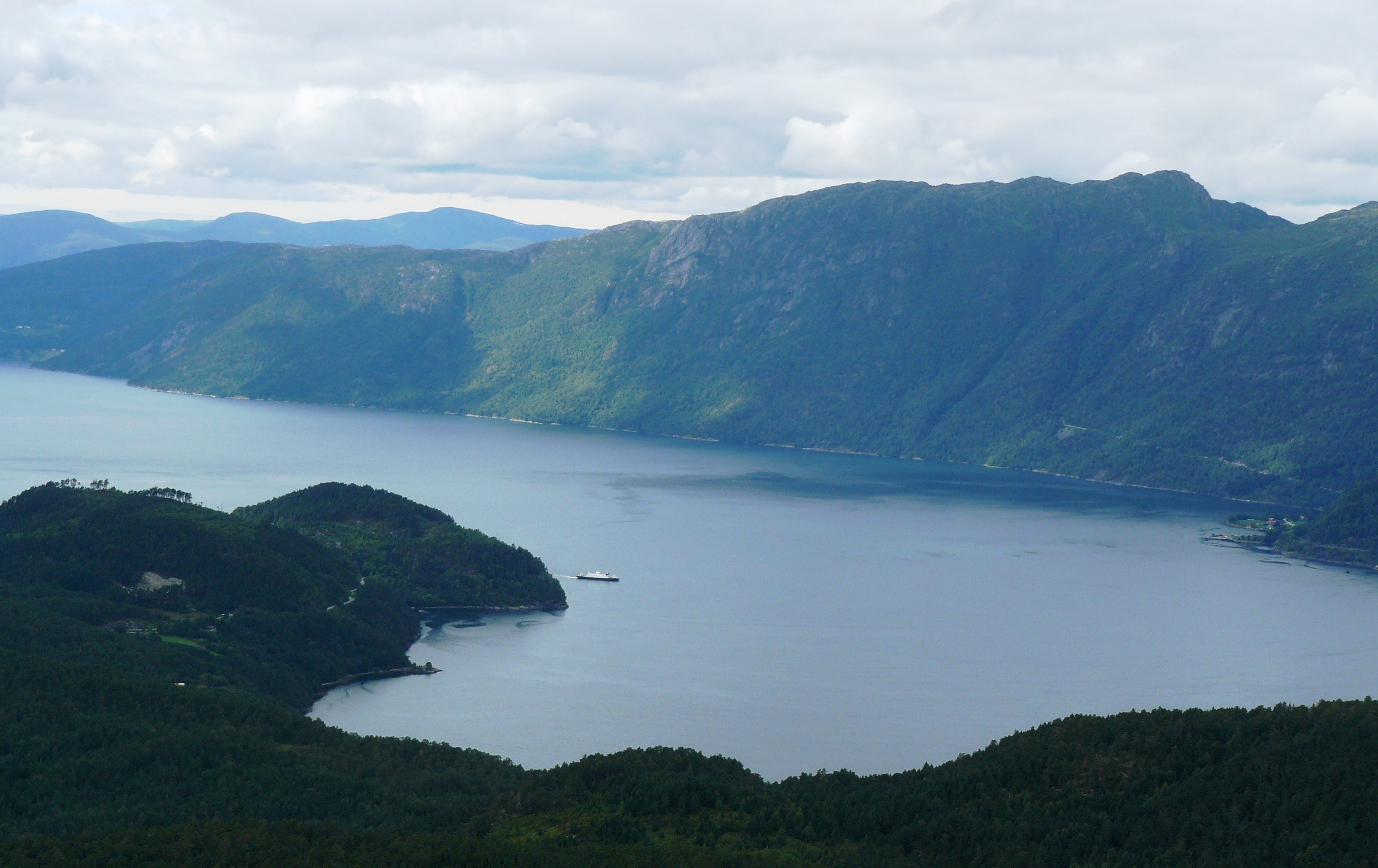
Il Nordfjord ed il traghetto tra Lote e Anda

- Riksvei 5 condivide il tracciato da Skei a Førde

Førde
- Riksvei 13
- aeroporto di Førde

Gaular
- Riksvei 57

Høyanger
- Riksvei 55
- Bogstunnelen (3482 m)
- Lavik
- traghetto da Lavik a Oppedal (20 minuti)

Gulen
- Oppedal
- Skrikebergtunnelen (1500 m)
- Jernfjelltunnelen (2391 m)
- Matrebergtunnelen (1352 m)
- Masfjordtunnelen (4110 m)
- Eikefettunnelen (4910 m)
- Mundalsbergtunnelen (1085 m)
- Riksvei 57  (Knarvik)

Lindås
- Ponte di Hagelsund (623m)

Meland
- Nordhordlandsbrua (1614m)

Bergen
- (Nyborg)
- Fløyfjellstunnelen (due gallerie parallele da 3195 e 3825m)
- traghetto da Halhjem a Sandvikvåg (55 min)
- Riksvei 49 (Jektevik)
- Stordabrua (1076 m)
- Bømlafjordtunnelen (7888 m, 262 m sotto il livello del mare)

### Contea Rogaland
- traghetto sul Boknafjorden da Rennesøy ad Arsvågen (25 minuti)
- Mastrafjordtunnelen (4424m, 133 metri sotto il livello del mare)
- Byfjordtunnelen (5875 m, 223 sotto il livello del mare)
- Byhaugtunnelen (638 m)
- Auglendshøyden tunnel (359 m)

### Contea Agder
- Austadtunnelen (1040 m)
- Fedaheitunnelen (1434m)
- Fedafjorden bru (570 m)
- Teistedalstunnelen(1925 m)
- Vatlandtunnelen (3184 m)

## La parte danese

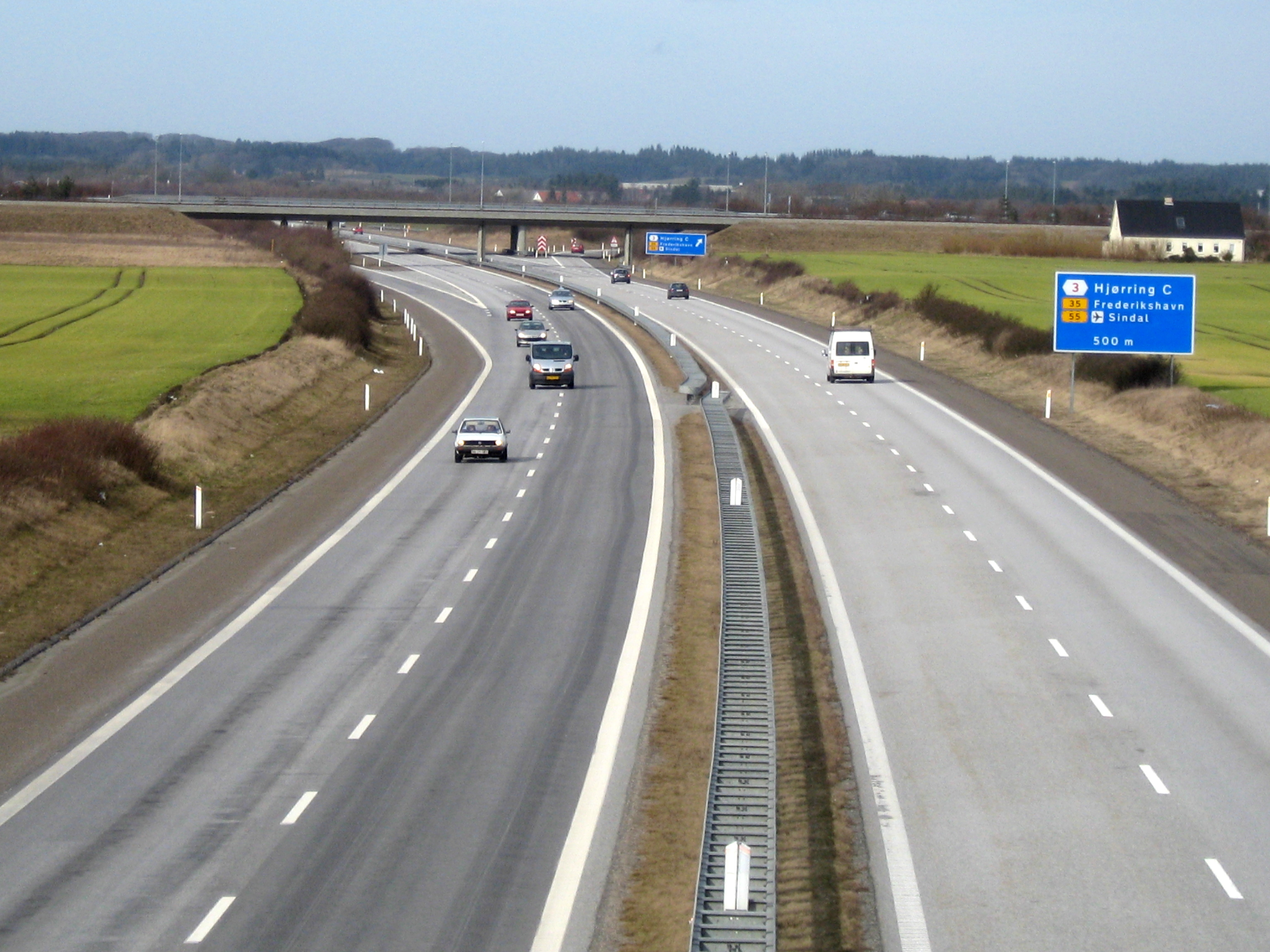
E 39 in Danimarca, uscita 3

Il traghetto da Kristiansand raggiunge la Danimarca in località Hirtshals, da cui si diparte un'autostrada fino ad Aalborg, da cui prosegue come strada europea E45 in direzione Gela (in Sicilia).
Le uscite sono le seguenti:
- 2 Hjørring N
- 3 Hjørring C
- 4 Hjørring S
- 5 Vrå
- 6 Brønderslev C
- 7 Brønderslev S
- | Store Vildmose
- 8 Tylstrup
- 9 Vestbjerg
- 10 Høvejen → Aalborg Airport
- Aalborg, Århus